# Bomolocha humuli
Bomolocha humuli är en fjärilsart som beskrevs av Harris 1855. Bomolocha humuli ingår i släktet Bomolocha och familjen nattflyn. Inga underarter finns listade i Catalogue of Life.